# Gmina Nowo Seło
Gmina Nowo Seło (mac. Општина Ново Село) – gmina wiejska w południowo-wschodniej Macedonii Północnej.
Graniczy z gminami: Berowo od północy, Bosiłowo od północnego zachodu, Strumica od zachodu oraz z Grecją od południa i Bułgarią od wschodu.
Skład etniczny
- 99,5% – Macedończycy
- 0,5% – pozostali

W skład gminy wchodzą:
- 16 wsi: Nowo Seło, Badolen, Bajkowo, Barbarewo, Borisowo, Drażewo, Zubowo, Koleszino, Mokrijewo, Mokrino, Nowo Konjarewo, Samuiłowo, Smolari, Staro Konjarewo, Stinik, Suszica.